# Partidos políticos en Uruguay

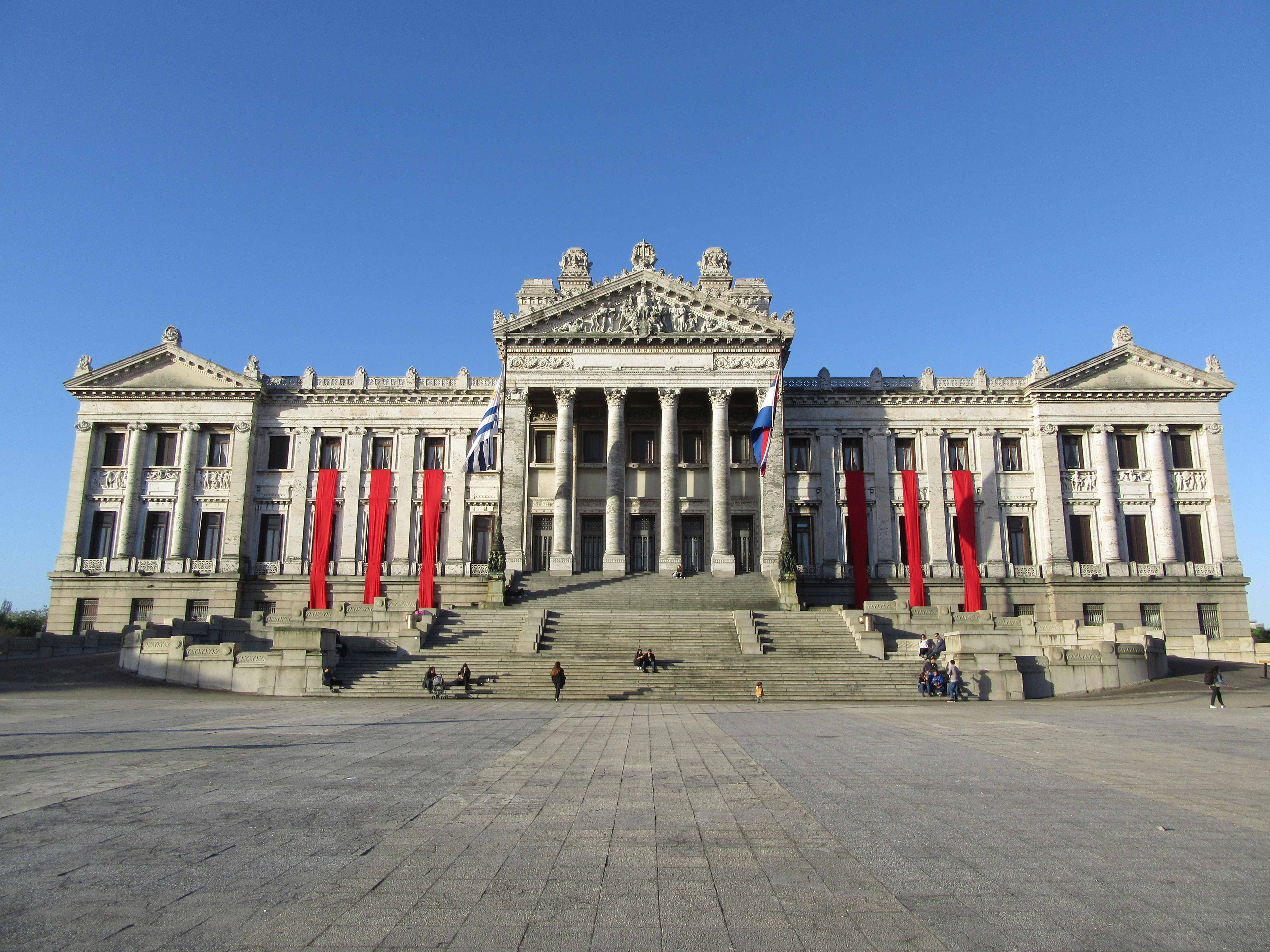
Fachada del Palacio Legislativo, sede del poder legislativo, Montevideo.

Uruguay tiene un sistema de partidos políticos consolidado, muy estable, con fluctuación electoral relativamente baja. Luego de las elecciones presidenciales de Uruguay de 2019, solo cuatro partidos cuentan con representación parlamentaria en la Cámara de Senadores: Frente Amplio, Partido Nacional, Partido Colorado y Cabildo Abierto. Con respecto a la Cámara de Diputados, la representación es mayor, con siete partidos: Frente Amplio, Partido Nacional, Partido Colorado, Cabildo Abierto, Partido de la Gente, Partido Ecologista Radical Intransigente y Partido Independiente.
En las elecciones presidenciales de octubre de 2019, además de estos siete partidos, participaron también el Partido Verde Animalista,  la Unidad Popular, Partido Digital y el Partido de los Trabajadores. Estos cuatro partidos no obtuvieron representación en el Parlamento. Por otra parte, en las elecciones departamentales y municipales en Montevideo de mayo de 2015, participó el Partido de la Concertación, mientras que desde 2016 se registró un nuevo partido: el Partido de la Gente. En 2019 surge un nuevo actor, Cabildo Abierto, marcando una nueva tendencia hacia el tetrapartidismo.

## Particularidades

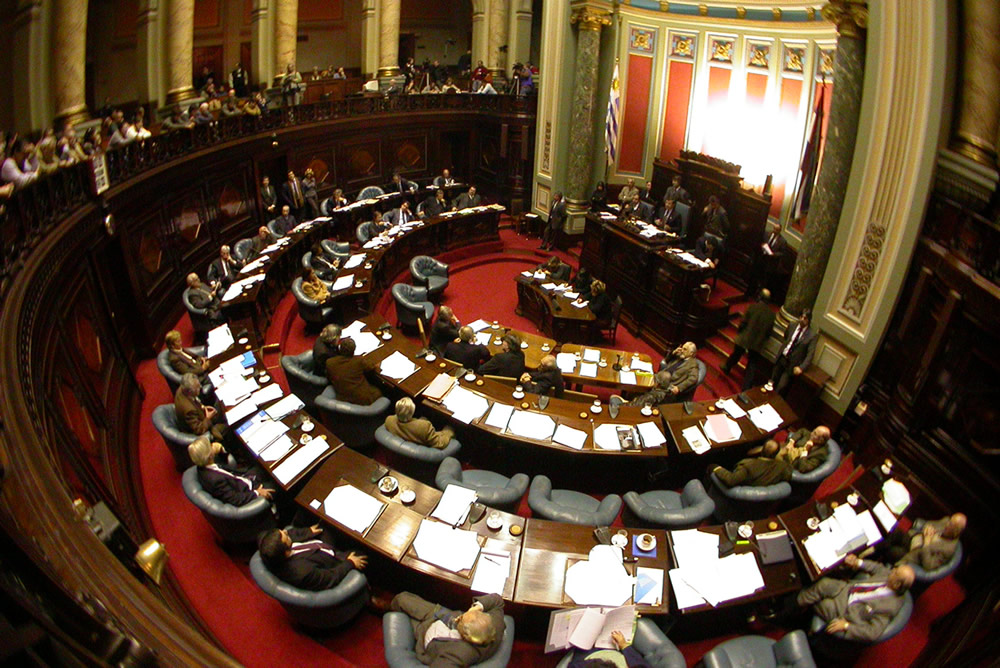
Imagen de la Cámara de Senadores.

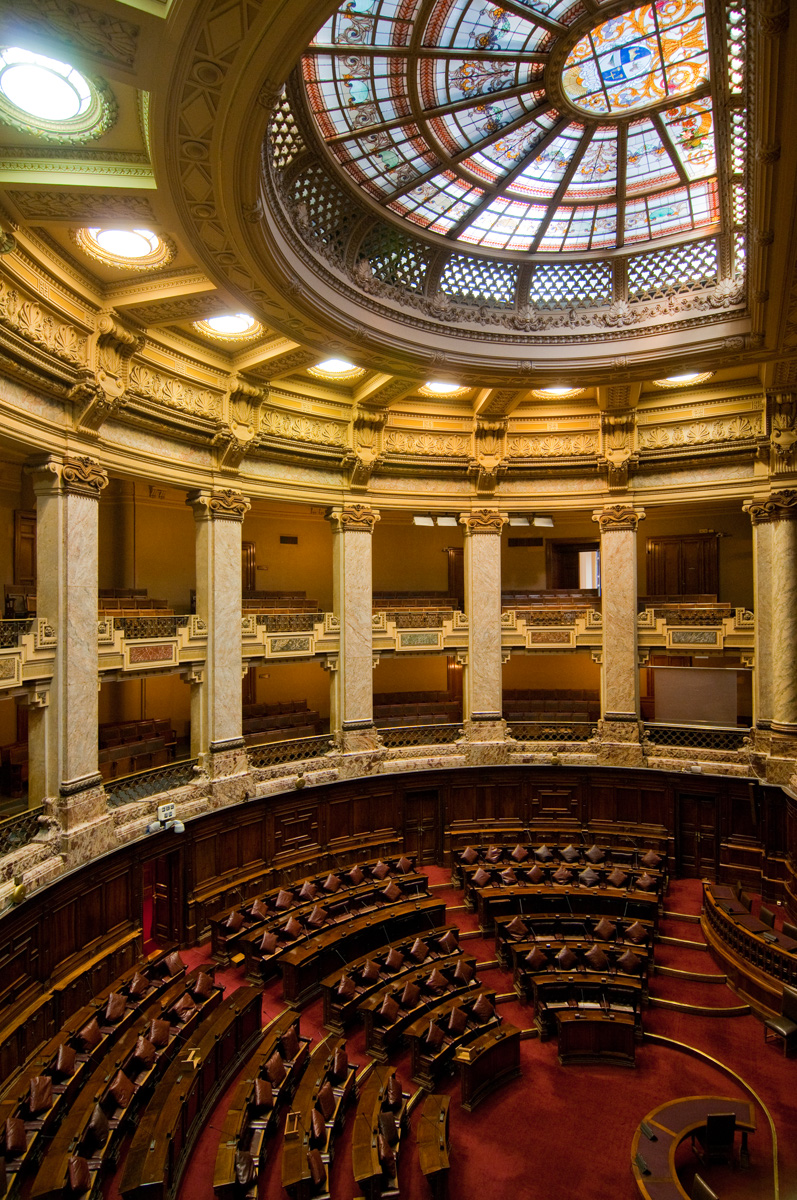
Cámara de Representantes.

Una característica histórica del sistema de partidos fue su alta "sectorización" o fragmentación interna. Esto fue consecuencia de la legislación electoral que, hasta la reforma constitucional de 1996, habilitaba el doble voto simultáneo con lo que en un mismo partido podían coexistir diversos sectores o plataformas programáticas (sublemas) que incluso podía ser altamente antagonistas. No sólo había distintos sectores, sino que estos se expresaban además en varios candidatos presidenciales simultáneos en un mismo partido; así se caracterizó este sistema durante el siglo XX. Una vez retornada la democracia en 1985, progresivamente se fue intensificando el debate en materia político-electoral, y se dieron pasos tendentes a darle una nueva expresión al sistema de partidos. Así, con la reforma constitucional de 1996, se instauró un sistema de elecciones internas que procura darle más organicidad al funcionamiento de los partidos, sobre todo en lo relativo a tener un solo candidato a la Presidencia en cada comicio.

## Historia

### Orígenes
Los primeros partidos políticos uruguayos nacieron en 1836, tras la batalla de Carpintería. En esta batalla, ocurrida el 19 de septiembre de 1836, las tropas gubernativas, al mando de Manuel Oribe, se enfrentaron a rebeldes comandados por el expresidente Fructuoso Rivera. Al asumir Oribe la presidencia, nombró una comisión para examinar las cuentas del período de gobierno anterior. A su vez, sustituyó a Rivera en la Comandancia General de la Campaña por su hermano, Ignacio Oribe.
Rivera, agraviado, recurrió a las armas. En la batalla, las tropas de Oribe usaron vinchas blancas con la inscripción “Defensores de las Leyes” y las de Rivera usaron vinchas hechas con el forro de los ponchos, que era de color rojo. Anteriormente los partidarios de Rivera habían usado divisas celestes, pero con el tiempo se desteñían, tornándose casi blancas, por lo que se cambió el color al rojo. Allí nacieron las “divisas” blancas y los coloradas que hasta hoy distinguen a los dos partidos históricos, el Partido Nacional y el Partido Colorado.
Pese a haberse plegado a la Cruzada Libertadora encabezada por Juan Antonio Lavalleja, Rivera había sido firme partidario de la ocupación por parte del Reino Unido de Portugal, Brasil y Algarve y, posteriormente, por el Imperio del Brasil. Estuvo en el círculo que rodeó al gobernador Carlos Federico Lecor, conocido como el Club del Barón, círculo que algunos historiadores consideran el germen del Partido Colorado.
Durante el siglo XIX la política uruguaya estuvo fuertemente vinculada a la de Argentina y Brasil. Los blancos estuvieron vinculados a los federales argentinos, liderados entonces por Juan Manuel de Rosas. El federalismo estaba constituido por caudillos y gente de las provincias que se oponían al dominio absolutista de Buenos Aires. Tenían un pensamiento tradicionalista y defendían las costumbres "gauchescas" y nacionales.
Los colorados, por su parte, se vincularon a los unitarios argentinos y a los brasileños separatistas creadores de la República Riograndense. El unitarismo derivaba del centralismo de tiempos de la independencia y del modelo de estado centralizado que ofrecía el Primer Imperio francés de Napoleón Bonaparte. Los unitarios fueron un grupo integrado en su mayoría por la élite, miembros de la clase alta, intelectuales y militares. Buscaban la preeminencia de Montevideo contra el interior del país, apoyado por los blancos. En el aspecto económico defendían el liberalismo, el libre comercio, la libre navegación de los ríos por parte de buques europeos, la modernización del sistema financiero mediante la creación de un banco emisor de papel moneda y la contratación de préstamos para la ejecución de obras. Por ello, a los primeros colorados se los conoce como los liberales uruguayos.

### Incremento de la cantidad de partidos
Entre 1836 y 1984 se generó un incremento de los partidos menores, más allá de que continuaba existiendo un marcado bipartidismo.
Desde la independencia hasta el golpe de Estado de 1973, la política uruguaya estuvo dominada por los dos partidos fundacionales: el Partido Blanco (luego Partido Nacional) y el Partido Colorado. En este período surgieron otros partidos, algunos de vida efímera y otros que permanecen hasta la actualidad.
Luego del retorno a la democracia en 1985, el caudal electoral de los partidos tradicionales fue reduciéndose y el panorama político uruguayo fue aproximándose cada vez más a un mapa pluripartidista. Los tres partidos mayores son el Frente Amplio, el Partido Nacional y el Partido Colorado. En las sucesivas elecciones han participado además, otros partidos.
De cara a las elecciones generales de octubre de 2019 el panorama se presentó inusual por lo novedoso: por primera vez ingresaron a la Cámara de Diputados un total de siete partidos. En particular, es de destacar el surgimiento del partido Cabildo Abierto, el primero en más de cien años que no resulta del desprendimiento de ningún partido importante. Un panorama que hay que analizar a nivel regional y mundial, con cambios de tendencias en la vigencia de los partidos con tradición.

## Reglamentación para la inscripción de partidos
De acuerdo con la Ley N° 18.485, de 11 de mayo de 2009 (Secciones 1ª, 2ª y 3ª), la Corte Electoral dicta la reglamentación referida a la inscripción de los partidos políticos.
Para fundar un partido político se debe comparecer ante la Corte Electoral; entre otros requisitos, se deben presentar las firmas de ciudadanos que apoyen la fundación de ese partido, en cantidad no inferior al 0,5 por mil del total de personas habilitadas para votar en la última elección nacional (en la actualidad, 1.310 firmas como mínimo). La solicitud de inscripción de un partido político se puede hacer en cualquier momento; para poder participar en la elección nacional siguiente deberá hacerse antes de 150 días corridos de la fecha fijada para las Elecciones Internas de los Partidos Políticos.

## Actualidad

### Partidos políticos con representación en cargos
|  | Partido político      | Posición         | Ideología                                                                              | Fundación       | Ministros | Senadores | Diputados | Intendencias | Alcaldes | Triunfos electorales |
|  | --------------------- | ---------------- | -------------------------------------------------------------------------------------- | --------------- | --------- | --------- | --------- | ------------ | -------- | -------------------- |
|  | Frente Amplio         | Centroizquierda  | Progresismo, Comunismo, Socialismo, Marxismo, Populismo de izquierda, Socialdemocracia | 1971 (54 años)  | 14/14     | 16/30     | 48/99     | 3/19         | 37/112   | 4                    |
|  | Partido Nacional      | Derecha          | Liberalismo, Conservadurismo                                                           | 1836 (188 años) | 0/14      | 9/30      | 29/99     | 15/19        | 68/112   | 7                    |
|  | Partido Colorado      | Centroderecha    | Republicanismo, Liberalismo, Socialdemocracia, Batllismo                               | 1836 (188 años) | 0/14      | 5/30      | 17/99     | 1/19         | 7/112    | 29                   |
|  | Cabildo Abierto       | Derecha          | Artiguismo, Nacionalismo, Militarismo, Conservadurismo, Populismo de derecha           | 2019 (6 años)   | 0/14      | 0/30      | 2/99      | 0/19         | 0/112    | 0                    |
|  | Identidad Soberana    | Tercera Posición | Antisistema, Conspiracionismo                                                          | 2023 (2 años)   | 0/13      | 0/30      | 2/99      | 0/19         | 0/112    | 0                    |
|  | Partido Independiente | Centro           | Socialdemocracia, Humanismo cristiano, Progresismo                                     | 2002 (23 años)  | 0/14      | 0/30      | 1/99      | 0/19         | 0/112    | 0                    |

### Partidos políticos habilitados para las elecciones 2024
Listado de los partidos políticos que pueden registrarse ante la Corte Electoral para las elecciones 2024.
Tomando como base las elecciones de 2019, al cierre del escrutinio de las mesas de votación, resultó que 4 partidos no alcanzaron el mínimo necesario para acceder a las elecciones de octubre: Partido de la Concertación, Partido Orden Republicano, Abriendo Caminos y Partido Democrático Unido. En negrita, los partidos que alcanzaron el mínimo legal de 500 votos que los habilite a continuar en carrera electoral de cara a octubre:
|  | Partido político                        | Posición             | Ideología                                                                                              | Fundación       | Elección 2019 | Triunfos presidenciales | Votos internas 2019 |
|  | --------------------------------------- | -------------------- | --- | --------------- | ------------- | ----------------------- | ------------------- |
|  | Partido Nacional                        | Centroderecha        | Liberalismo, Conservadurismo                                                                           | 1836 (188 años) | Sí            | 6                       | 457.376 votos       |
|  | Frente Amplio                           | Izquierda            | Progresismo, Comunismo, Socialismo, Marxismo, Populismo de izquierda, Socialdemocracia                 | 1971 (54 años)  | Sí            | 3                       | 259.160 votos       |
|  | Partido Colorado                        | Centro               | Batllismo, Republicanismo, Progresismo, Socialdemocracia, Internacionalismo, Liberalismo               | 1836 (188 años) | Sí            | 29                      | 184.819 votos       |
|  | Cabildo Abierto                         | Derecha              | Artiguismo, Nacionalismo, Militarismo, Conservadurismo, Populismo de derecha                           | 2019 (6 años)   | Sí            | 0                       | 49.485 votos        |
|  | Partido de la Gente                     | Centroderecha        | Liberalismo económico, conservadurismo social.                                                         | 2016 (8 años)   | Sí            | 0                       | 6.799 votos         |
|  | Unidad Popular                          | Izquierda            | Comunismo, socialismo, marxismo-Leninismo, antiimperialismo, anticapitalismo, izquierda revolucionaria | 2013 (12 años)  | Sí            | 0                       | 4.165 votos         |
|  | Partido Verde Animalista                | Centro               | Ambientalismo, antiimperialismo, antiglobalismo, animalismo, anticleptocracia, humanismo, nacionalismo | 2018 (7 años)   | Sí            | 0                       | 3.075 votos         |
|  | P. Ecologista Radical Intransigente     | Centro               | Ecologismo                                                                                             | 2013 (12 años)  | Sí            | 0                       | 2.604 votos         |
|  | Partido Independiente                   | Centroizquierda      | Socialdemocracia, socialcristianismo                                                                   | 2002 (23 años)  | Sí            | 0                       | 2.073 votos         |
|  | Partido Digital                         | Sincretismo Político | Democracia digital                                                                                     | 2018 (0 años)   | Sí            | 0                       | 605 votos           |
|  | Partido de los Trabajadores             | Izquierda            | Trotskismo, marxismo, comunismo , izquierda revolucionaria                                             | 1984 (41 años)  | Sí            | 0                       | 566 votos           |
|  | Partido de la Concertación              | Centro               | Populismo, Pragmatismo                                                                                 | 2013 (12 años)  | No            | 0                       | 480 votos           |
|  | Partido Orden Republicano *             | Derecha              | Nacionalismo, Conservadurismo                                                                          | 2018 (6 años)   | No            | 0                       | 248 votos           |
|  | Partido Abriendo Caminos *              | Derecha              | Artiguismo                                                                                             | 2018 (0 años)   | No            | 0                       | 136 votos           |
|  | Partido Demócrata Unido *               | Centro               | Centrismo, Socialdemocracia, Socioliberalismo                                                          | 2018 (6 años)   | No            | 0                       | 129 votos           |
|  | Partido Identidad Soberana **           | Centro               | Artiguismo, antiimperialismo, antiglobalismo, anticleptocracia, humanismo, nacionalismo, Antisistema   | 2020 (5 años)   | No            | 0                       | -                   |
|  | Partido Basta ya **                     | Centro               | Anti-Corrupción                                                                                        | 2021 (2 años)   | No            | 0                       | -                   |
|  | Patria Alternativa **                   | Centro               | Antiglobalismo, nacionalismo, antivacunas                                                              | 2023 (0 años)   | No            | 0                       | -                   |
|  | Partido Progresista **                  | Izquierda            | Progresismo, Socialdemocracia                                                                          | 2023 (0 años)   | No            | 0                       | -                   |
|  | Partido Constitucional Ambientalista ** | Derecha              | Ambientalismo, Liberalismo                                                                             | 2023 (0 años)   | No            | 0                       | -                   |
|  | Partido Alianza Republicana             | Tercera vía          | Patriotismo, Conservadurismo, Liberalismo, Militarismo                                                 | 2023 (1 años)   | No            | 0                       | -                   |
|  | Partido Libertario del Uruguay          | Liberal              | Libertarismo, Escuela austriaca de economía                                                            | 2023 (1 años)   | No            | 0                       | -                   |

(*) No alcanzaron el mínimo de votos necesario para las elecciones generales.
(**) No participaron de las últimas elecciones.
En las elecciones parlamentarias de octubre de 2019, un récord de siete partidos obtuvieron bancas en la Cámara de Representantes: 42 para el Frente Amplio, 30 para el Partido Nacional, 13 para el Partido Colorado, 11 para Cabildo Abierto, 1 para el Partido Independiente, 1 para el Partido de la Gente y 1 para el Partido Ecologista Radical Intransigente.